# Joseph Van Daele
Joseph Van Daele (Wattrelos, França, 16 de desembre de 1889 - Amiens, França, 14 de febrer de 1948) va ser un ciclista belga professional entre 1911 i 1926. Altres ciclistes de la seva generació patí la Primera Guerra Mundial, la qual aturà la seva carrera professional.
En el seu palmarès destaca la Lieja-Bastogne-Lieja de 1911 i el Campionat de Bèlgica en ruta de 1913. Participà en sis edicions del Tour de França, acabant tres vegades entre els 10 primers i sent la millor classificació la vuitena assolida el 1919.

## Palmarès
- 1911
  - 1r de la Lieja-Bastogne-Lieja
  - 1r de la Volta a Bèlgica dels independents
  - 1r de l'Anvers-Menen
- 1913
  -  Campió de Bèlgica en ruta
  - 1r del Tour de l'Hainaut
- 1921
  - Vencedor d'una etapa de la Volta a Bèlgica

### Resultats al Tour de França
- 1912. Abandona (6a etapa)
- 1913. 9è de la classificació general
- 1919. 8è de la classificació general
- 1920. 10è de la classificació general
- 1922. Abandona (2a etapa)
- 1923. Abandona (7a etapa)